# Yamal (Schiff)
Die Yamal (russisch Яма́л) ist ein russischer Atomeisbrecher der Arktika-Klasse. Der Schiffsname wird in der deutschen Transkription Jamal geschrieben.

## Bedeutung des Namens
Benannt wurde das Schiff nach der Jamal-Halbinsel im Nordwesten Sibiriens, deren Name in der Sprache ihrer Ureinwohner, dem Nenzischen, so viel wie Ende der Welt bedeutet.

## Bau
Die Kiellegung fand 1986 in Leningrad auf der Werft Baltisches Werk statt. Seit 1856 werden auf dieser Werft an der Newa große Seeschiffe gebaut. Die Yamal wurde infolge des Zusammenbruchs der Sowjetunion erst im Jahr 1992 fertiggestellt. Ursprünglich sollte sie die Schifffahrtswege im Nordpolarmeer freihalten, allerdings wird sie, bedingt durch die politischen Veränderungen, anders genutzt als geplant – nämlich unter anderem als Expeditionsschiff ins Nordpolargebiet.
Die Yamal zählt mit 75.000 PS Maximalleistung nach wie vor zu den stärksten Eisbrechern der Welt. Die Yamal hat eine doppelte Außenhülle. Die äußere Hülle ist an den Stellen, die regelmäßig mit Eis in Kontakt kommen, bis zu 48 mm, ansonsten 25 mm stark. Zwischen der äußeren und der inneren Hülle befindet sich Wasserballast. Das Schiff kann bis zu fünf Meter dickes Eis brechen, vereinzelt wurden schon neun Meter dicke Eisschollen gebrochen.
Das Brechen geschieht nicht mittels Durchpflügen per Schraubenleistung, sondern dadurch, dass mit dem verstärkten Bug auf das Eis aufgefahren wird, um es durch das bloße Gewicht des Rumpfes zu spalten. Der Vorgang wird bei Bedarf durch große Düsen unterhalb der Wasserlinie am Bug unterstützt, welche bis zu sechs Kubikmeter Heißwasser pro Sekunde ausstoßen, um das Eis zu erweichen. Diese Düsen werden ebenfalls von der Leistung der Reaktoren gespeist.

## Bilder

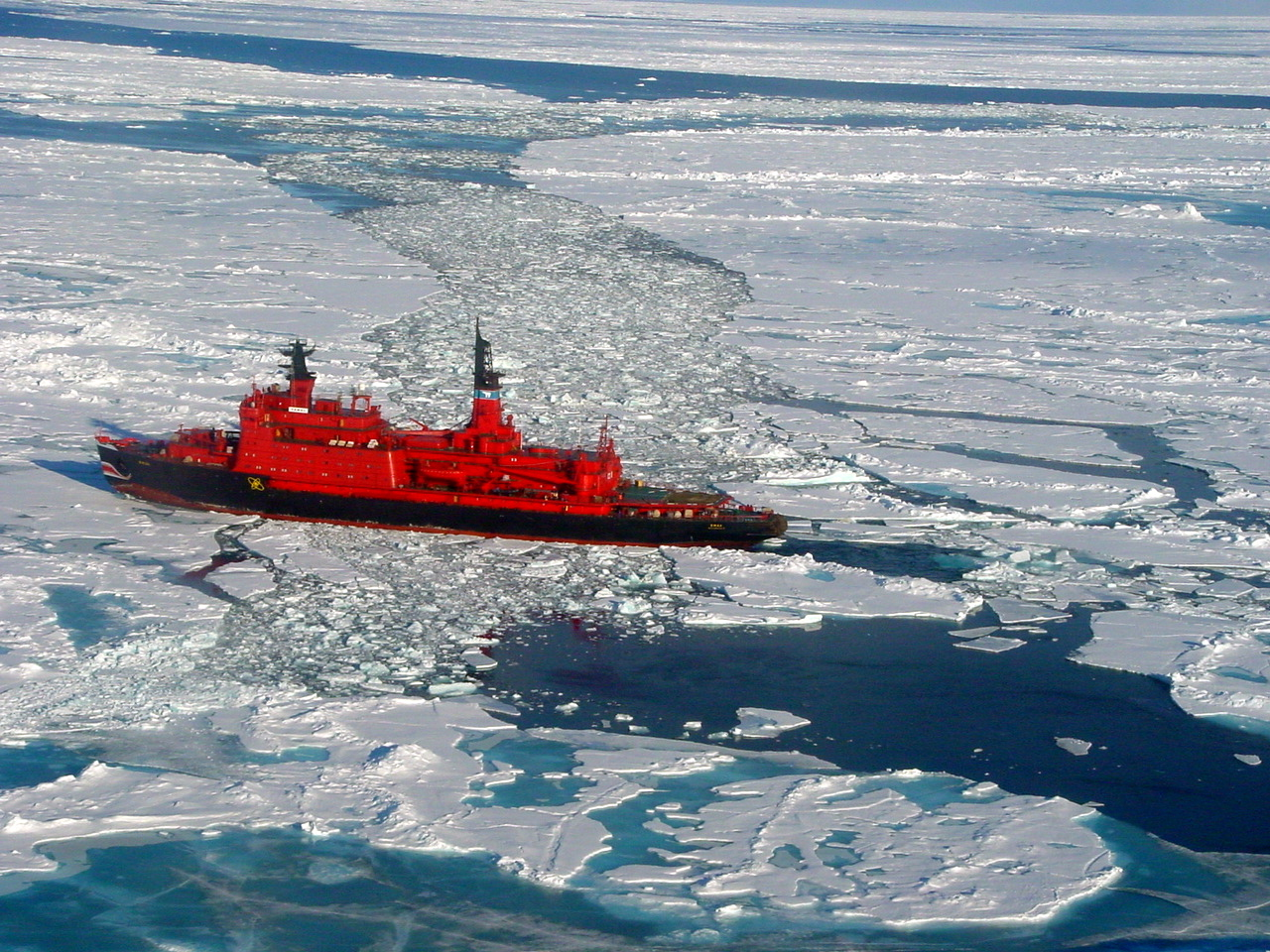
Yamal auf dem Weg zum Nordpol, 2001
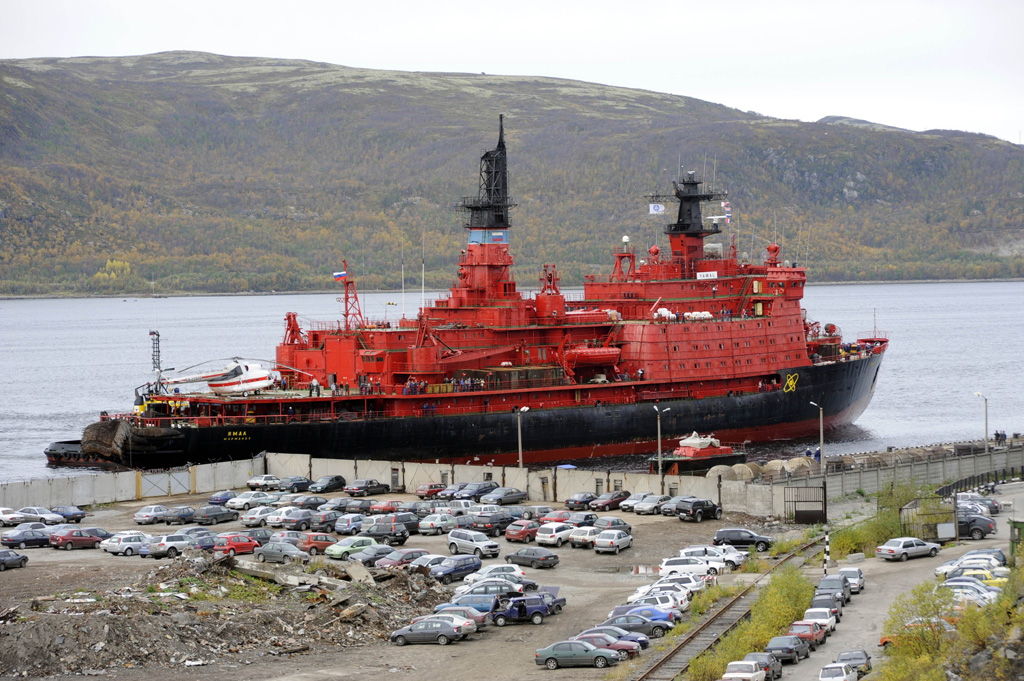
Die Yamal in Murmansk, 2009
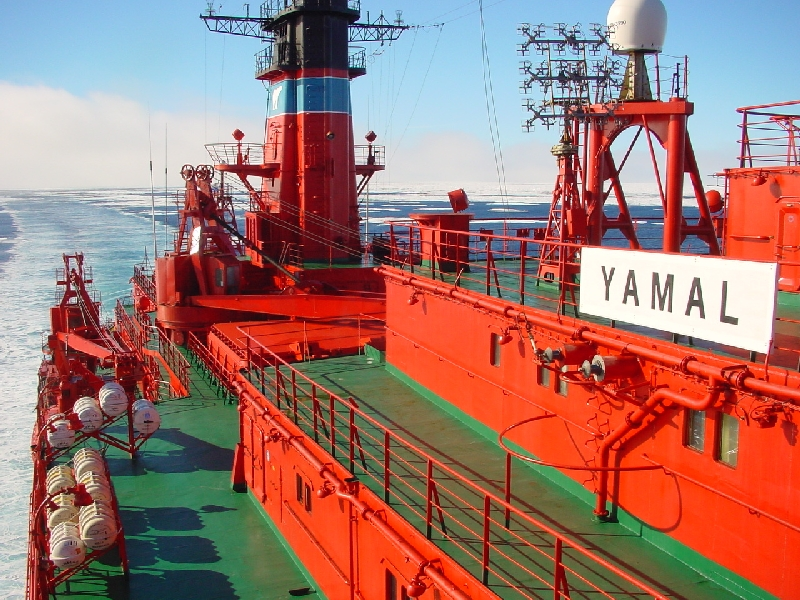
Aufbauten der Yamal
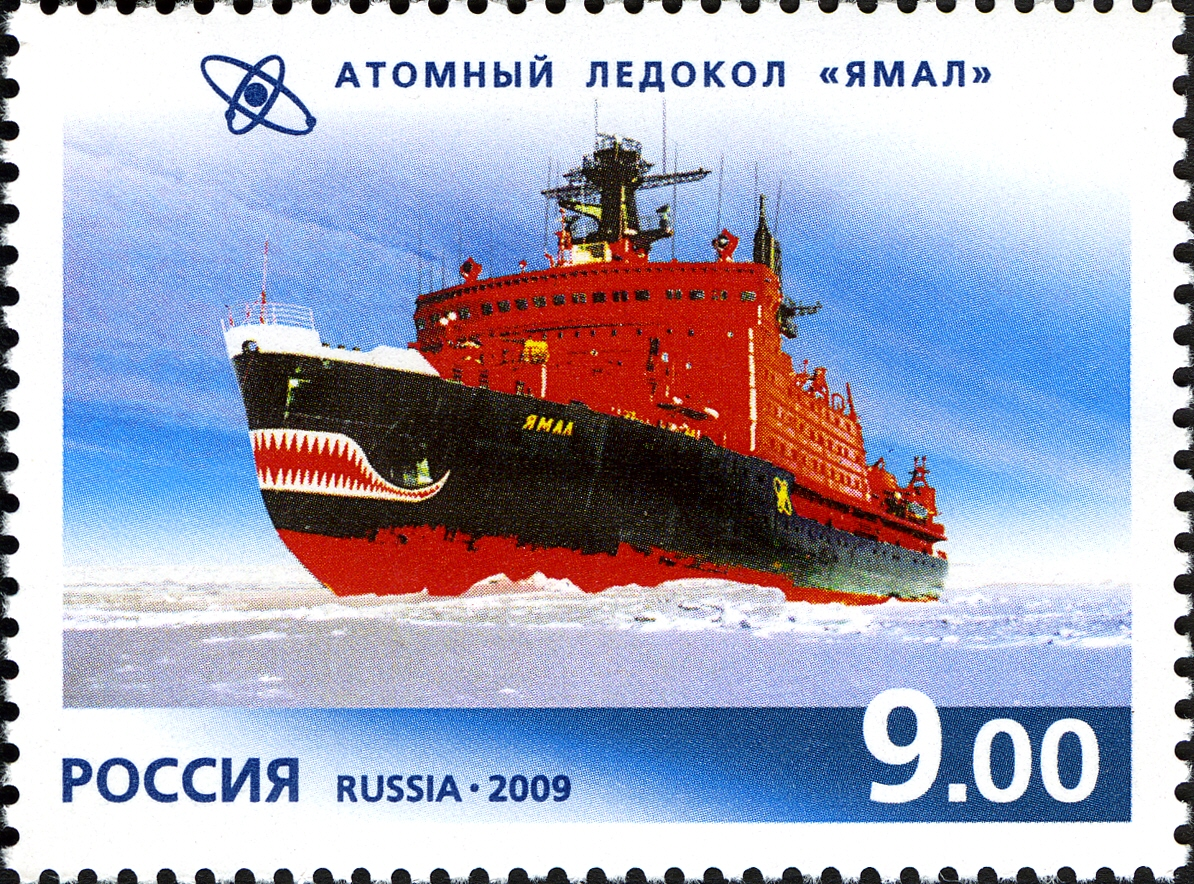
Russische Briefmarke von 2009